# John Dingell
John David Dingell Jr. (ur. 8 lipca 1926 w Colorado Springs, Kolorado, zm. 7 lutego 2019 w Dearborn) – amerykański polityk. Mandat w Izbie Reprezentantów obejmował przez ponad 59 lat – najdłużej ze wszystkich kongresmenów.
Działacz Partii Demokratycznej, razem z ojcem Johnem D. Dingellem (1894–1955) przez 82 lata reprezentowali zamieszkane głównie przez Polaków przedmieścia Detroit.
W czasie II wojny światowej Dingell służył w Armii Stanów Zjednoczonych, a następnie ukończył studia na Uniwersytecie Georgetown w Waszyngtonie. Po śmierci ojca w 1955, Dingell Jr., w wyniku wyborów uzupełniających, objął po nim miejsce w Kongresie. Od 1956 do 2012 był wybierany do Kongresu 29 razy i jest jedną z czterech osób, które zasiadały w Izbie Reprezentantów Stanów Zjednoczonych ponad 50 lat. Po jego odejściu w Izbie Reprezentantów zastąpiła go żona Debbie.